# Arturo Schwarz

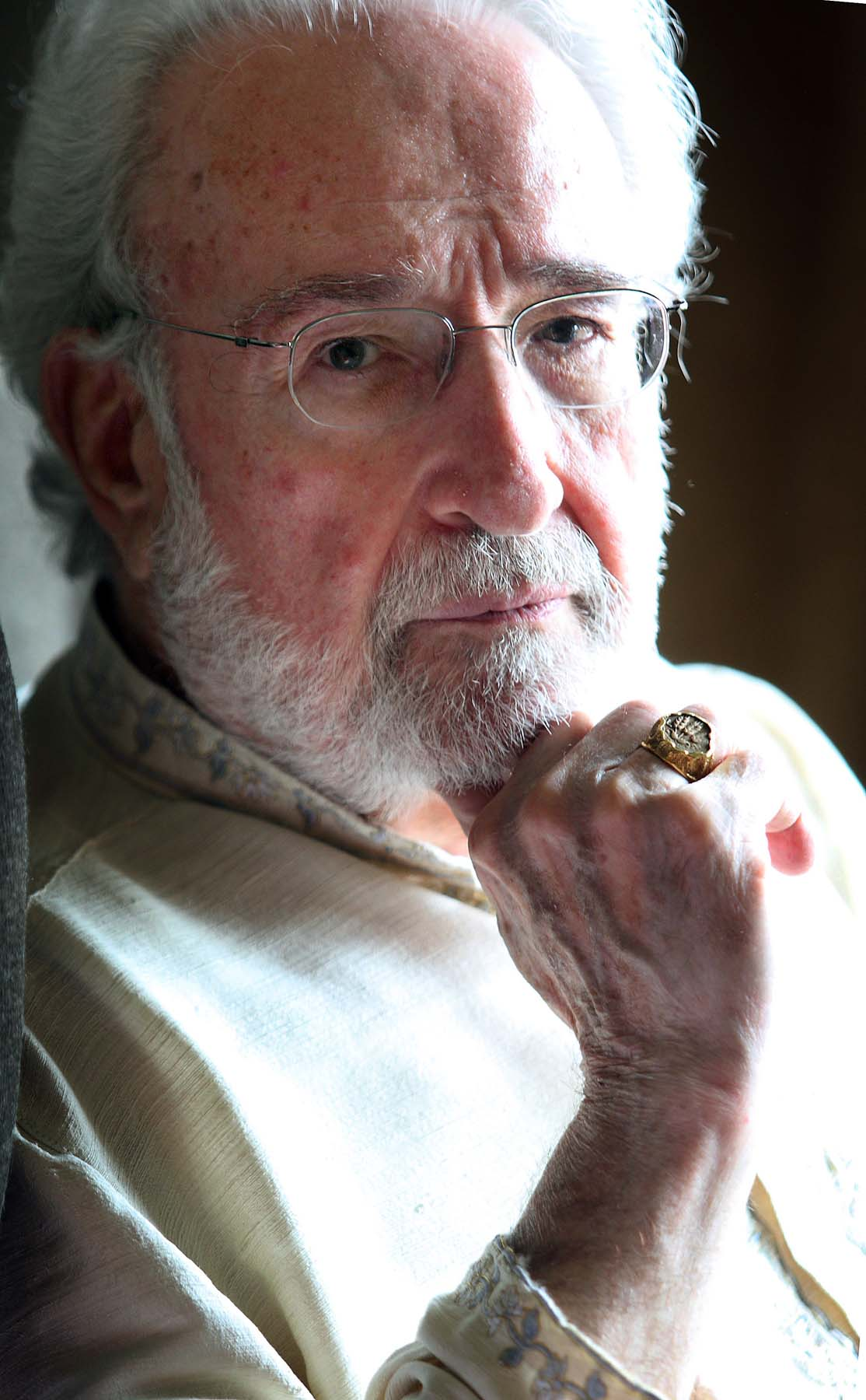
Arturo Schwarz (2008)

Arturo Umberto Samuele Schwarz (* 3. Februar 1924 in Alexandria, Ägypten; † 23. Juni 2021 in Mailand) war ein italienischer Kunsthistoriker, Dichter, Schriftsteller, Kunstsammler und Kurator internationaler Kunstausstellungen, der in Mailand lebte. Er gab den Catalogue raisonné von Marcel Duchamp heraus. In den 1950er Jahren veröffentlichte er auch unter dem Pseudonym Tristan Sauvage. Von 1961 bis 1975 führte er die Kunstgalerie Galleria Schwarz in Mailand.

## Leben und Wirken
Arturo Schwarz war der Sohn des Deutschen Richard Schwarz und der Italienerin Rita Schwarz. Richard Schwarz war ein Chemiker, Spezialist für Gefriertrocknung. Die Familie hatte jüdische Wurzeln. Seine deutschen Verwandten wurden in der Zeit des Nationalsozialismus aus Düsseldorf deportiert und umgebracht. Schwarz studierte an der Amerikanischen Universität in Kairo und erhielt 1942 ein Diplom; von 1943 bis 1944 setzte er sein Studium an der Farouk I Universität mit einem Medizinstudium fort. 1946 war er Mitgründer des ägyptischen Zweigs der trotzkistischen 4. Internationale. Er wurde aufgrund seiner politischen Aktivitäten arretiert, 1949 freigelassen und zog nach Mailand in Italien. 1951 heiratete er Vera Zavatarelli († 1984), ihre gemeinsame Tochter ist Silvia Schwarz.
Schwarz führte von 1952 bis 1959 einen kleinen Verlag, in dem er beispielsweise Schriften über André Breton, Albert Einstein, Daniel Guérin, Maurice Nadeau, Benjamin Péret und Leo Trotzki veröffentlichte. Ab 1954 stellte er dort hauptsächlich Werke dadaistischer und surrealistischer Künstler aus. 1961 gründete er die Kunstgalerie Galleria Schwarz, die bis 1975 bestand. Anschließend betätigte er sich nur noch als Schriftsteller und widmete sich der Forschung. Er hat gut fünfzig Bücher geschrieben oder herausgegeben.

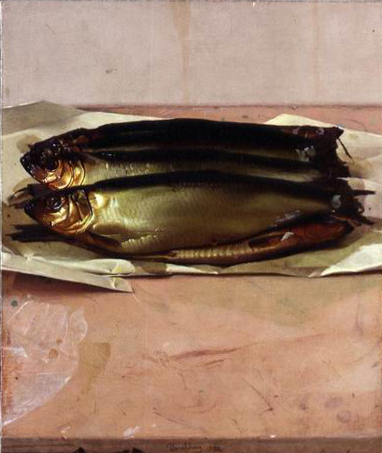
Israel Hershberg: Smoked Fish on a Grinding Slab, Gemälde 1992, Öl auf Leinen. Israel-Museum, aus der Sammlung The Vera and Arturo Schwarz Collection of Israeli Art

Im Jahr 1998 spendete Schwarz die mehr als 700-teilige Sammlung von dadaistischer und surrealistischer Kunst an das Israel-Museum in Jerusalem anlässlich des 50-jährigen Bestehens des Staates Israel. 1972 hatte das Museum bereits 13 Repliken von Duchamps Ready-mades erhalten, gefolgt 1991 von seiner Dokumentensammlung Arturo Schwarz Dada and Surrealist Library. Unter den gespendeten Repliken befinden sich beispielsweise Fountain und L.H.O.O.Q. Im April 2003 erhielt das Museum eine weitere Spende von 17 surrealistischen und dadaistischen Werken.
Im Oktober 2009 kuratierte Schwarz eine Ausstellung Dada e surrealismo riscoperti (Dada und Surrealismus neu entdeckt) im  Vittoriano in Rom, mit über 500 Werken und einem eigens verfassten Katalogbeitrag.
Schwarz’ umfangreiche Sammlung der Kunst von Dada und Surrealismus enthält viele Werke von persönlichen Freunden wie Marcel Duchamp, André Breton, Man Ray und Hans Arp. In dem 1977 erschienenen Buch über Man Rays Werk und Leben enthüllte er erstmals Rays Realnamen Emmanuel Radnitzky. Schwarz ist neben seinen Schriften über Marcel Duchamp, Surrealismus und Dadaismus auch für Veröffentlichungen über Kabbala, Tantrismus, Alchemie, prähistorische und Stammeskunst sowie über Kunst und Philosophie Asiens bekannt.
Schwarz bezeichnete sich in seiner 2007 veröffentlichten autobiografischen Schrift als atheistischen Anarchisten und Juden.

## Auszeichnungen
- 1996: Verleihung der Ehrendoktorwürde für Philosophie der Universität von Tel Aviv
- 1998: Diploma di Prima Classe con Medaglia d’oro ai Benemeriti della Cultura e dell’Arte, verliehen vom Präsidenten der Italienischen Republik[9]
- 2006: Premio Frascati für seine gesammelten Werke der Poesie (1946–2007)

## Veröffentlichungen (Auswahl)
- Tristan Sauvage: En cléf de ré si voeux. Schwarz Editore, Mailand 1954
- Tristan Sauvage: Birolli et la mer. Schwarz Editore, Mailand 1956
- Limitierte Edition von Pierre de Massots Marcel Duchamp, propos et souvenirs mit 38 Repliken von L.H.O.O.Q. Galleria Schwarz, Mailand 1964
- Als Herausgeber: The complete Works of Marcel Duchamp. Thames and Hudson, London 1969; The complete works of Marcel Duchamp. Revised and Expanded Paperback Edition. With 1222 Illustrations, 222 in color. Two volumes in one volume. Delano Greenidge Editions, New York 2000, ISBN 0-929445-06-6
- Marcel Duchamp: Sixty-six Creative Years; From the First Painting to the Last Drawing. Galleria Schwarz, Mailand 1972
- New York Dada: Duchamp, Man Ray, Picabia. Prestel, München 1973
- Almanacco dada: Antologia letteraria-artistica, cronologia e repertorio delle riviste. Feltrinelli, Mailand 1976
- Man Ray: The Rigour of Imagination. Rizzoli International, New York 1977
  - dt.: Man Ray. Aus dem Italienischen von Benjamin Schwarz. Rogner und Bernhard, München 1980, ISBN 3-8077-0115-X
- André Breton, Trotsky, et l’anarchie. Union Generale d'Editions, Paris 1977
- Arte e alchimia, XLII Biennale di Venezia Arte e Scienza. Ed. La Biennale di Venezia, Venedig 1986
- Klapheck. Präsentation von Arturo Schwarz. Mit Beiträgen von André Breton, Annie Le Brun, Werner Schmalenbach. Gabrius, Mailand 2002, ISBN 88-8484-102-X
- Tutte le poesie, quasi (1941–2007). Moretti & Vitali, Bergamo 2007, ISBN 978-88-7186-343-6
- Sono ebreo, anche. Riflessioni di un ateo anarchico. Vorwort Giuseppe Laras. Garzanti, Mailand 2007, ISBN 978-88-11-60052-7
- Alik cavaliere. Poeta, filosofo, umanista e scultore, anche (quasi una biografia). Mondadori Electa, Mailand 2008, ISBN 978-88-370-6664-2
- Dada e Surrealismo riscoperti, Skira, 2009
- Una poesia per ogni giorno della settimana di Linda. Mudima, 2011
- Arturo Schwarz. La poesia prima di tutto. Una vita nell'arte / Arturo Schwarz. Poetry above. A life in art, Marsilio, 2012
- Il surrealismo. Ieri e oggi, Skira, 2014

## Ausstellungen (Auswahl)
- 1959: Mostra Internazionale del Surrealismo, Galleria Schwarz, Mailand
- 1960: Konrad Klapheck, Galleria Schwarz, Mailand
- 1961: Daniel Spoerri (erste Einzelausstellung), Galleria Schwarz, Mailand
- 1964: Myriam Bat-Yosef, Galleria Schwarz, Mailand
- 1968: Habbah, Galleria Schwarz, Mailand
- 1969: Wolf Vostell, Galleria Schwarz, Mailand
- 1989: Die Surrealisten, Schirn Kunsthalle Frankfurt
- 2000: Dreaming with Open Eyes. The Vera, Silvia and Arturo Schwarz Collection of Dada and Surrealist Art, Israel Museum, Jerusalem
- 2002: Max Ernst e i suoi amici surrealisti, Museo del Corso, Rom
- 2009: Dada e surrealismo riscoperti, Vittoriano, Rom